# Гунтамунд

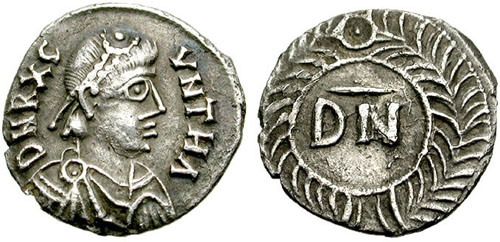
Серебряная монета в 50 денариев короля Гунтамунда. Портрет является символическим изображением по образцу римских монет.

Гунтамунд (ванд. Gunthamund; букв. «Защитник воинов»; лат. Gunthamundus; 450, Карфаген — 496, Карфаген) — король вандалов в 484—496 годах.

## Биография
Гунтамунд — сын Гентона и внук Гейзериха. Унаследовал власть от своего дяди Хунериха, так как старшинство в роде Гейзериха на тот момент принадлежало ему. Сын Хунериха был слишком юн, чтобы бороться за власть, а остальные потомки Гейзериха были истреблены или высланы Хунерихом в его попытке передать власть сыну в обход завещания основателя королевства Гейзериха.
Примерно в 486 году Гунтамунд пытался завоевать доверие христиан-никейцев, разрешив высланным Хунерихом епископам вернуться в их епархии. В 494 году владения ортодоксальной церкви были вновь восстановлены. Перемена в религиозной политике по сравнению с репрессиями католического духовенства при Гейзерихе и Хунерихе была связана, видимо, с внешним давлением берберских племён на государство вандалов.
Нападения берберо-мавританских племен всё усиливались, постепенно берберы стали создавать собственные государственные образования в северной Африке. Прокопий Кесарийский писал, что Гунтамунд много раз сражался с маврусиями, но о его значительных успехах ничего не известно.
Ещё ранее вандальский король Гейзерих уступил правителю Италии Одоакру остров Сицилию в обмен за ежегодную дань. Но уже в 490 году готы разгромили Одоакра, так что вандалы сочли договор утратившим силу и попытались вновь забрать себе Сицилию, пользуясь войной между Одоакром и остготским королём Теодорихом Великим. Однако эта попытка не имела успеха. Остготы оттеснили вандалов и в 491 году полностью захватили остров. Потеряна была и дань, до той поры уплачиваемая вандалам.
Гунтамунд правил 11 с половиной лет и умер от болезни.